# Пасу-Фунду
Пасу-Фунду (порт. Passo Fundo) — муниципалитет в Бразилии, входит в штат Риу-Гранди-ду-Сул. Составная часть мезорегиона Северо-запад штата Риу-Гранди-ду-Сул. Входит в экономико-статистический микрорегион Пасу-Фунду. Население составляет 183 300 человек на 2007 год. Занимает площадь 780,355 км². Плотность населения — 234,8 чел./км².
Праздник города — 28 января.

## История
Город основан 7 августа 1857 года.

## Статистика
- Валовой внутренний продукт на 2005 составляет 2.402.739.000,00 реалов (данные: Бразильский институт географии и статистики).
- Валовой внутренний продукт на душу населения на 2005 составляет 12.968,00 реалов (данные: Бразильский институт географии и статистики).
- Индекс развития человеческого потенциала на 2000 составляет 0,804 (данные: Программа развития ООН).

## География

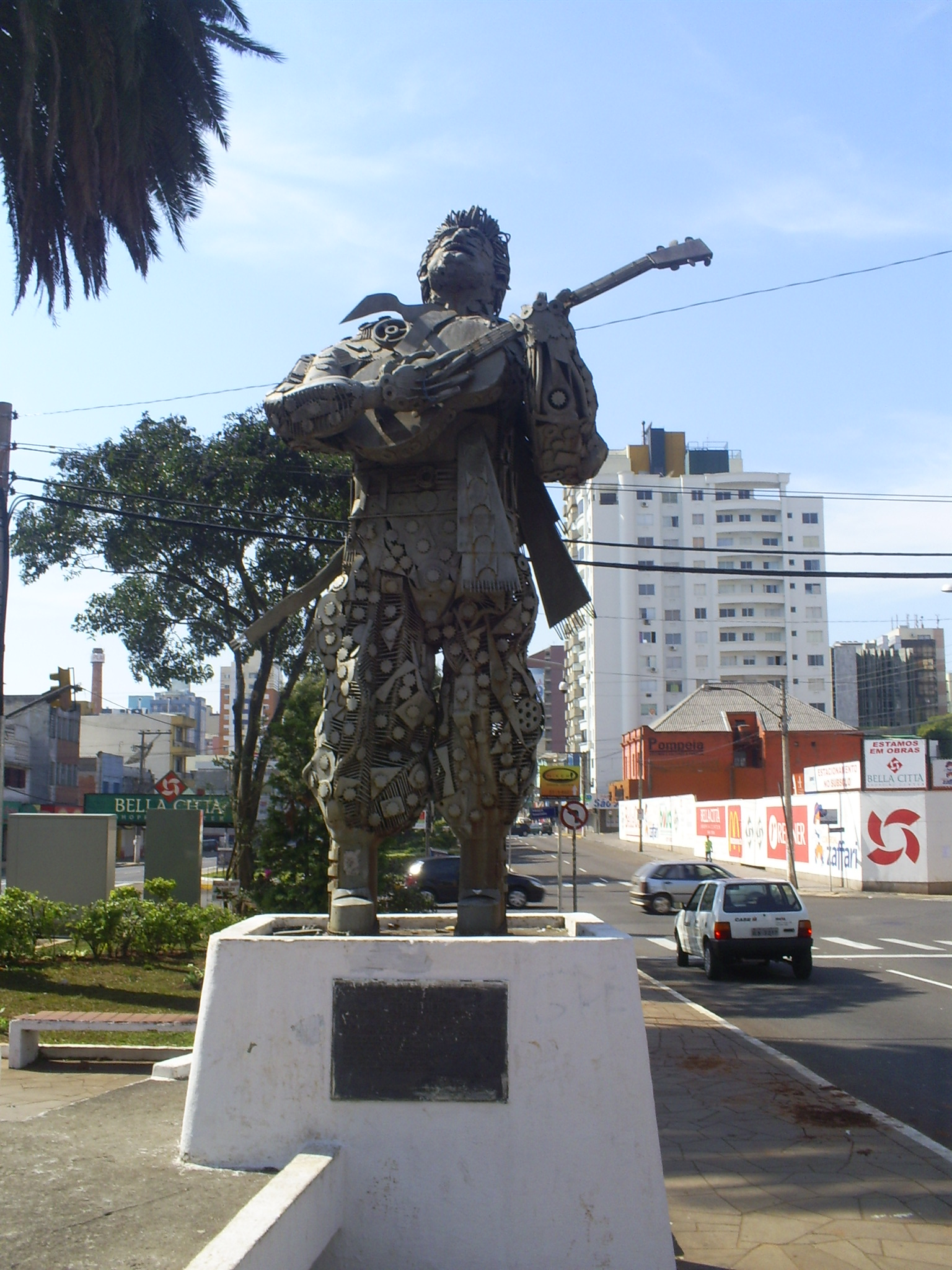

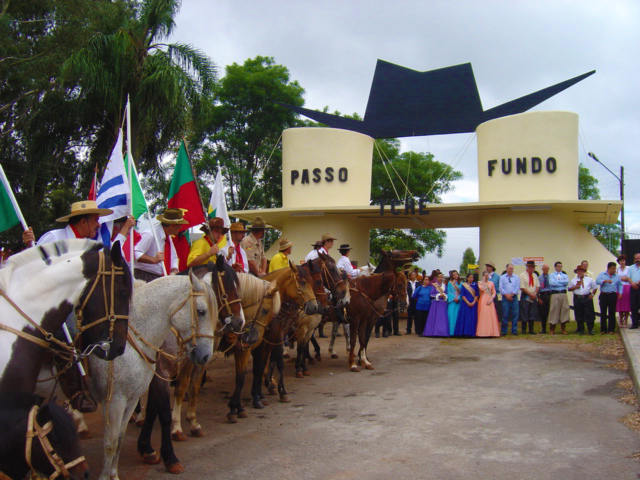

Климат местности: субтропический.